# استخدام الموارد في الموقع

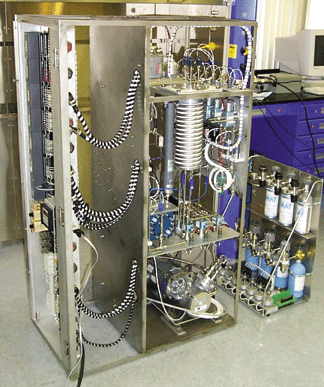

في استكشاف الفضاء، يشير مصطلح استخدام الموارد في الموقع إلى جمع ومعالجة وتخزين واستخدام المواد التي عُثر عليها أو صنعت على أجرام فلكية أخرى (مثل القمر والمريخ والكويكبات وما إلى ذلك) بدلًا من إحضار هذه المواد من الأرض.
يمكن أن يوفر آي إس آر يو موادَّ لحفظ الحياة والوقود ومواد البناء والطاقة لحمولات المركبات الفضائية أو أطقم استكشاف الفضاء. أصبح من الشائع للغاية الآن بالنسبة للمركبات الفضائية ومركبات استطلاع أسطح الكواكب الروبوتية تسخير الإشعاع الشمسي من موقعها باستخدام الألواح الشمسية. لم يجرِ تضمين آي إس آر يو لإنتاج المواد في المهمات الفضائية بعد، على الرغم من أن العديد من الاختبارات الميدانية في أواخر العقد الأول من القرن الحادي والعشرين قد أظهرت أساليب قمرية مختلفة من آي إس آر يو في بيئات ذات صلة.
لطالما اعتُبر آي إس آر يو وسيلة ممكنة لتخفيض تكلفة هياكل استكشاف الفضاء الهندسية، عن طريق تقليل كمية الحمولة التي يجب إطلاقها من الأرض واللازمة لاستكشاف جرم كوكبي معين. وفقًا لوكالة ناسا، «سيمكّننا استخدام الموارد في الموقع من ترسيخ استكشاف الفضاء الخارجي وعملياته بتكلفة معقولة عن طريق تقليل كمية المواد المنقولة من الأرض».

## الاستخدامات

### الماء
في سياق آي إس آر يو، غالبًا ما يجري البحث عن الماء مباشرةً لاستخدامه كوقود أو كمادة خام لإنتاج الوقود. تشمل التطبيقات استخدام الماء في عمليات حفظ الحياة إما مباشرةً عن طريق الشرب أو في زراعة الطعام أو إنتاج الأكسجين أو العديد من العمليات الصناعية الأخرى. يتطلب كل ذلك إمدادات كافية من الماء في البيئة المحيطة بالإضافة للمعدات اللازمة لاستخراجه. اكتُشف الماء خارج كوكب الأرض في أشكال مختلفة في جميع أنحاء النظام الشمسي، وجرت دراسة العديد من التقنيات المحتملة لاستخراج الماء. بالنسبة للماء المرتبط كيميائيًا بالحطام الصخري أو الجليد الصلب أو بعض أنواع التربة الصقيعية، يمكن جمع الماء بواسطة التسخين الكافي. لكن هذا ليس سهلًا كما يبدو لأن الجليد والتربة الصقيعية غالبًا ما يكونان أصلب من الصخر، ما يستلزم عمليات تعدين مرهقة. في حال وجود غلاف جوي سميك بدرجة معينة، كما هو الحال على المريخ، يمكن استخراج الماء مباشرةً من الهواء باستخدام عملية بسيطة مثل تفاعل امتصاص بخار الماء (دبليو إيه في إيه آر). أحد المصادر الأخرى المحتملة لاستخراج الماء هو طبقات المياه الجوفية العميقة المُسخنة بفعل حرارة المريخ الجيولوجية الكامنة، والتي يمكن استغلالها لتوفير المياه والطاقة الحرارية من باطن المريخ.

### وقود الصواريخ
اقتُرح إنتاج وقود الصواريخ من سطح القمر عن طريق معالجة جليد الماء المكتشف على القطبين. تشمل الصعوبات المحتملة العمل في درجات حرارة منخفضة للغاية وتنقيب الحطام الصخري. تتضمن أغلب الخطط تحليل الماء كهربائيًا لإنتاج الهيدروجين والأكسجين وتخزينهما بتبريدٍ عميق في حالتيهما السائلتين. يتطلب هذا كمية كبيرة من الطاقة والمعدات لتحقيقه. بدلًا من ذلك، قد يكون من الممكن تسخين الماء في صاروخ حراري نووي أو شمسي، والذي قد يكون قادرًا على نقل حمولات كبيرة من القمر إلى مدار أرضي منخفض (إل إي أو) على الرغم من اندفاعه النوعي المنخفض للغاية، بالنسبة لكمية معينة من المعدات.
يمكن تصنيع وقود بيروكسيد الهيدروجين الأحادي (H2O2) من الماء على المريخ والقمر.
اقتُرح استخدام الألمنيوم وغيره من الفلزات المُستخرجة من الموارد القمرية كوقود للصواريخ، وتشمل الاقتراحات إجراء تفاعلٍ بين الألمنيوم مع الماء.
بالنسبة للمريخ، يمكن تصنيع وقود من الميثان عن طريق تفاعل «ساباتتيه» اقترحت شركة «سبيس إكس» بناء مصنع وقود على سطح المريخ لإنتاج الميثان والأكسجين السائل بواسطة هذا التفاعل من جليد الماء تحت السطحي وثاني أكسيد الكربون في الغلاف الجوي.

### صناعة الخلايا الشمسية
لفترة طويلة، اقتُرحت إمكانية صناعة الخلايا الشمسية من المواد الموجودة في التربة القمرية. إذ يتوفر السيليكون والألمنيوم والزجاج، وهي المواد الثلاث الأولية اللازمة لإنتاج الخلايا الشمسية، بتركيزات عالية في التربة القمرية ويمكن استخدامها لإنتاج الخلايا الشمسية. في الواقع، يوفر الفراغ على سطح القمر بيئة ممتازة للترسيب الفراغي المباشر لمواد الأغشية الرقيقة للخلايا الشمسية.
يمكن استخدام المصفوفات الشمسية المنتجة على سطح القمر لدعم العمليات على سطح القمر وكذلك الأقمار الصناعية في المدار القمري. قد تكون المصفوفات الشمسية المنتجة على سطح القمر أكثر فعاليةً من ناحية التكلفة من المصفوفات الشمسية المُنتجة والمشحونة من الأرض إلى القمر، لكن تعتمد هذه المقايضة اعتمادًا كبيرًا على موقع التطبيق المحدد المعني.
يشمل تطبيق آخر محتمل للمصفوفات الشمسية المصنوعة على القمر تزويد الأرض بالطاقة. في شكله الأصلي، المعروف باسم «أقمار الطاقة الشمسية الصناعية» كان الغرض من الاقتراح توفير مصدر طاقة بديل للأرض عن طريق شحن الخلايا الشمسية إلى مدار أرضي وتجميعها هناك، ليجري نقل الطاقة إلى الأرض بواسطة حزم من أشعة المايكروويف. على الرغم من الجهود الكثيرة لتخفيض تكلفة مثل هذا المشروع، يكمن عدم اليقين في تكلفة وتعقيد إجراءات التصنيع على سطح القمر.

### مواد البناء
سيتطلب استعمار الكواكب أو الأقمار الاستفادة من مواد البناء المحلية، مثل الحطام الصخري. على سبيل المثال، نتجت عن الدراسات التي مزجت بين تربة المريخ الصناعية مع راتنج الايبوكسي والإيثوكسيسيلان الرباعي، مادةٌ ذات قوة ومقاومة ومرونة عالية.
يمكن أن يشمل تعدين الكويكبات أيضًا استخراج الفلزات لاستخدامها كمواد بناء في الفضاء، والتي قد تكون أكثر فعالية من ناحية التكلفة من جلب هذه المواد من الأرض ذات الجاذبية القوية، أو أي جرم كبير آخر مثل القمر أو المريخ. تحتوي الكويكبات الفلزية على كميات هائلة من الفلزات المحبة للحديد، بما في ذلك الفلزات النفيسة.

## المواقع

### المريخ
تتركز الأبحاث في مجال استخدام الموارد في الموقع للمريخ بشكل رئيسي على توفير وقود الصواريخ لرحلة العودة باتجاه كوكب الأرض -إما في مهمة رحلة مأهولة أو رحلة تجريبية غير مأهولة- أو للاستخدام كوقود على المريخ. تستخدم العديد من التقنيات المقترحة غلاف المريخ الجوي ذا الصفات المعروفة وقودًا. بما أن هذا يمكن محاكاته بسهولة على الأرض، فهذه الاقتراحات سهلة التطبيق نسبيًا، مع أنه ليس مؤكدًا ولا بشكل أن وكالة ناسا أو وكالة الفضاء الأوروبية ستفضل هذه الطريقة على المهمة المباشرة الأكثر تقليديةً.
من المقترحات النمطية لاستخدام الموارد في الموقع استخدام تفاعل ساباتييه، CO2 + 4H2 → CH4 + 2H2O، لإنتاج الميثان على سطح المريخ، لاستخدامه وقودًا للصواريخ. يتحرر الأكسجين من الماء عن طريق التحليل الكهربائي للماء، ويعاد تدوير الهيدروجين إلى تفاعل ساباتييه من جديد. فائدة هذا التفاعل أن -حتى 2008، عندما كان توافر المياه على المريخ أقل تأكيدًا علميًا- الهيدروجين وحده (وهو خفيف) كان يعتقد أنه يجب جلبه من الأرض.
في عام 2018، تطور سبيس إكس التكنولوجيا اللازمة لمحطة وقود صاروخي على المريخ ستستخدم نوعًا مما هو موصوف في الفقرة السابقة. بدلًا من نقل الهيدروجين من الأرض لاستخدامه في صناعة الميثان والأكسجين، فالشركة تنوي أن تستخرج المياه الضرورية من جليد المياه الجوفية الذي من المعروف الآن أنه موجود بوفرة على امتداد جزء كبير من سطح المريخ، وأن تنتج ثم تخزن المتفاعلات الناتجة عن تفاعل ساباتييه، وثم تستخدمها وقودًا لرحلات العودة لمركبتها «ستارشيب» في وقت أدناه 2023.
من التفاعلات الأخرى المقترحة على المريخ تفاعل انزياح غاز-ماء العكسي، CO2 + H2 → CO + H2O. يحدث هذا التفاعل بشكل سريع في حضور محفز حديد-كروم عند درجة حرارة 400 درجة مئوية، وقد طبق في منصة اختبار أرضية من قبل ناسا.
من التفاعلات الأخرى المقترحة لإنتاج الوقود والأكسجين التحليل الكهربائي لثنائي أكسيد الكربون من الغلاف الجوي
{\displaystyle {\ce {{\overset {atmospheric \atop {carbon\ dioxide}}{2CO2}}->[{\text{energy}}]{2CO}+O2}}}
من المقترحات أيضًا إنتاج الأكسجين والهيدروجين وأحادي أكسيد الكربون CO في الموقع من رواسب الهيماتيت المريخية عن طريق عملية انقسام كيميائي حراري CO2/H2O ثنائي الخطوات، وتحديدًا في دورة إرجاع الفوستيت/الماغنيتيت (أكسيد الحديد الأسود). ومع أن التحليل الحراري أكثر الطرق مباشرةً، وهو عملية وحيدة الخطوة لقسم الجزيئات، فإنه ليس من العملي ولا الكفوء في حالة كل من H2O وCO2. ويرجع هذا لأن العملية تتطلب درجة حرارة شديدة الارتفاع (< 2500 درجة مئوية) لتحقيق كسر تفكك مفيد. يشكل هذا مشاكل في إيجاد مواد تفاعل مناسبة، والضياعات بسبب إعادة اندماج النواتج بشكل نشط، والضياعات المفرطة لإشعاعات الفتحة عند استخدام حرارة شمسية مركزة. أول من اقترح دورة إرجاع الماغنيتيت/الفوستيت للتطبيقات الشمسية على الأرض ناكامورا، وكانت من أوائل الطرق المستخدمة لعملية فصل المياه ثنائية الخطوات بالإشعاع الشمسي. في هذه الدورة، يتفاعل الماء مع الفوستيت (FeO) لتشكيل الماغنيتيت (Fe3O4) والهيدروجين. التفاعل الملخص في هذه العملية ثنائية الخطوات كما يلي:
{\displaystyle {\ce {Fe3O4->[{\text{energy}}]{3FeO}+\overbrace {1/2O2} ^{\underset {(\operatorname {by-product} )}{oxygen}}}}}
ويستخدم أكسيد الحديد FeO الناتج للفصل الحراري للماء أو ثنائي أكسيد الكربون CO2:
3FeO + H2O → Fe3O4 + H2
3FeO + CO2 → Fe3O4 + CO
تعاد هذه العملية بشكل دوري. ينتج عن المعاملة السابقة تخفيض كبير في الدخل الحراري من الطاقة بالمقارنة مع العملية الأكثر مباشرةً، وحيدة الخطوة، لقسم الجزيئات.
ولكن العملية تحتاج الفوستيت (FeO) لبدء الدورة، ولا يوجد فوستيت في المريخ، أو لا يتوافر على الأقل بكميات كبيرة. رغم ذلك، فإن الفوستيت يمكن الحصول عليه بسهولة بإرجاع الهيماتيت (Fe2O3)، وهو مادة وفيرة في المريخ، كونه متوفرًا بشكل خاص في رواسب الهيماتيت الكثيرة الموجودة في تيرا ميريدياني.
3Fe2O3 + H2 → 2Fe3O4 + H2O
3Fe2O3 + CO → 2Fe3O4 + CO2
كان من المفترض أن تجرب مركبة الهبوط المقترحة على سطح المريخ 2001 مارس سورفيور صناعة الأكسجين من الغلاف الجوي للمريخ، وأن تختبر تقنيات الخلايا الشمسية وطرق تخفيف آثار الغبار المريخي على أنظمة توليد الطاقة، ولكن المشروع ألغي. تضم رحلة مسبار مارس 2020 الفضائي تجربةً لتقنية استخدام موارد في الموقع (تجربة إنتاج الأكسجين على المريخ آي إس آر يو) ستستخلص ثنائي أكسيد الكربون CO2 من الغلاف الجوي وتنتج الأكسجين O2.
اقتُرحت إمكانية صناعة المباني على المريخ من البازلت بسبب خواصه الجيدة في العزل. سيمكن لبنية تحت أرضية من هذا النوع حماية أشكال الحياة من التعرض للإشعاعات.
كل الموارد المطلوبة لصناعة البلاستيك موجودة على المريخ. تستطيع العديد من هذه التفاعلات المعقدة أن تتم من غازات محصودة من غلاف المريخ الجوي. من المعروف وجود آثار أكسجين حر، وماء، وميثان. يمكن صناعة الهيدروجين والأكسجين بالتحليل الكهربائي للماء، وأحادي أكسيد الكربون والأكسجين عن طريق التحليل الكهربائي لثنائي أكسيد الكربون والميثان بتفاعل ساباتييه لثنائي أكسيد الكربون والهيدروجين. توفر هذه التفاعلات الأساسية لبنات بناء سلسلة تفاعلات أعقد يمكن أن تصنع أنواع البلاستيك. يستخدم الإيثيلين لصناعة أنواع من البلاستيك كالبولي إيثيلين والبولي بروبيلين ويمكن صناعته من أحادي أكسيد الكربون والهيدروجين:
2CO + 4H2 → C2H4 + 2H2O

## اختبار تكنولوجيا آي إس آر يو
كان من المخطط أن تحمل مركبة الهبوط «ماسح المريخ 2001» حمولة اختبارية، تُسمى «منتج الوقود في الموقع على المريخ (إم آي بّي)» والتي كانت تهدف لاختبار تصنيع الأكسجين من غلاف المريخ الجوي، ولكن أُلغيت المهمة.
تُعد تجربة «إنتاج الأكسجين في الموقع على المريخ (موكسي)» نموذجًا بمقياس 1% ستطلق على متن متجول «مارس 2020» لتنتج الأكسجين من ثاني أكسيد الكربون الموجود في الغلاف الجوي المريخي من خلال عملية تسمى التحليل الكهربائي للأكسيد الصلب.
صُمم «المتجول القمري للتنقيب عن الموارد» لاستكشاف الموارد في منطقة القمر القطبية، وقد اقتُرح إطلاقه عام 2022. كان مفهوم المهمة لا يزال في مرحلة ما قبل الصياغة، وكان يجري اختبار النموذج الأولي للمتجول عندما أُلغيت المهمة في أبريل 2018. ستُنقل أدواتها العلمية بدلًا من ذلك على متن عدة مهام تجارية للهبوط على القمر مُتعاقدة مع ناسا من خلال برنامج «خدمات الحمولات القمرية التجارية (سي إل إس بي)» الذي يهدف إلى التركيز على اختبار عمليات آي إس آر يو القمرية المختلفة من خلال الهبوط بعدة حمولات على متن مركبات هبوط ومتجولات تجارية متعددة.